# Ингунда
Ингунда (фр. Ingonde, Ingund или Ingunda, около 499 — около 538) — первая жена короля франков Хлотаря I; дочь короля Вормса Хлодомера II и Арнегунды Саксонской.
Имя Ингунда переводится со старо-германского как «Воинственная как Ингваз».
Сестра второй жены Хлотаря, Арнегунды. Григорий Турский в «Истории франков» сообщал, что однажды Ингунда обратилась к супругу с просьбой найти для её сестры уважаемого и состоятельного мужа. Хлотарь не нашёл никого достойнее себя и женился на Арнегунде сам. Ингунда же стала супругой Хлотаря I около 517 года. Дети от этого брака:
- Гунтар
- Хильдерик
- Хариберт (около 520—567), король Парижа
- Гунтрамн (около 525—592), король Бургундии
- Хлодозинда (527 — около 567), жена короля лангобардов Альбоина
- Сигиберт (535—575), король Австразии